# Enzo Casini
Enzo Casini (fl. XX secolo) è stato un partigiano italiano.

## Biografia
Enzo Casini, nato e cresciuto in Toscana come la moglie, Maria Pia Bellini, era un giusto tra le nazioni, insignito di questo titolo il 31 gennaio 1977, per la sua, e della moglie, spontanea scelta di ospitare nella propria casa la famiglia Luzzati. Medico della Clinica Chirurgica di Siena e poi direttore dell'ospedale di Volterra.
Il professor Carlo Alberto Luzzati fu direttore dell'ufficio d'Igiene del comune di Pallanza in provincia di Novara fino al 1938. Dopo, a causa della promulgazione delle leggi razziali, si dovette necessariamente spostare, prima in Svizzera e poi in Francia. In seguito era approdato a Siena, città dei suoi antenati, dove si stabilì con la moglie Elena e il figlio Vittorio in una casa di periferia. Dopo la razzia di Roma del 16 ottobre 1943, anche a Siena gli ebrei iniziarono ad allarmarsi e a cercare rifugi per sfuggire a eventuali rastrellamenti.
Però il 5 novembre dello stesso anno anche a Siena le forze tedesche e fasciste repubblichine realizzarono un'ampia azione per catturare gli ebrei presenti nella zona. I Luzzati allora lasciarono la casa dei Casini, per non far rischiare ulteriormente i loro soccorritori, che già una notte avevano subito un'incursione di soldati tedeschi che pretendevano venisse loro aperta la porta.
Questo episodio decretò la scarsa sicurezza di questo rifugio. Dunque furono costretti a spostarsi in periferia, presso l'abitazione di Gustavo Mancini, dove restarono per due mesi. Non potendo uscire, la moglie di Gustavo Mancini, Giuseppina, forniva loro cibo e sostegno morale. La famiglia di rifugiati però doveva ulteriormente spostarsi, dopo il bombardamento di Siena della fine di gennaio 1944, verso il territorio del comune di Sovicille.
In questa zona don Vivaldo Mecacci li ospitò in una casa adiacente a una piccola chiesa abbandonata da anni, dove anche don Alfredo Braccagni, parroco di Ancaiano (gia Cajano), prestava loro soccorso, in conformità anche con la sua attività antifascista, che lo aveva visto già protagonista dell'assistenza al colonnello Enrico Montanari, in missione per gli Alleati, e di Amerigo Nugel, medico ebreo ungherese, attività per la quale era già stato sottoposto, senza risultati, a stringente interrogatorio da parte degli occupanti.